# Leucauge taczanowskii
Leucauge taczanowskii là một loài nhện trong họ Tetragnathidae.
Loài này thuộc chi Leucauge. Leucauge taczanowskii được miêu tả năm 1893 bởi Marx.